# Rumänische Eishockeyliga 1983/84
Die Saison 1983/84 war die 54. Spielzeit der rumänischen Eishockeyliga, der höchsten rumänischen Eishockeyspielklasse. Meister wurde zum insgesamt 21. Mal in der Vereinsgeschichte Steaua Bukarest.

## Modus
In der Hauptrunde absolvierte jede der sechs Mannschaften insgesamt 30 Spiele. Der Erstplatzierte der Hauptrunde wurde Meister. Für einen Sieg erhielt jede Mannschaft zwei Punkte, bei einem Unentschieden gab es einen Punkt und bei einer Niederlage null Punkte.

## Hauptrunde

### Tabelle
|    | Klub                     | Sp | S  | U | N  | T   | GT  | Punkte |
| -- | ------------------------ | -- | -- | - | -- | --- | --- | ------ |
| 1. | Steaua Bukarest          | 30 | 27 | 2 | 1  | 256 | 74  | 56     |
| 2. | SC Miercurea Ciuc        | 30 | 24 | 2 | 4  | 185 | 71  | 50     |
| 3. | Dinamo Bukarest          | 30 | 17 | 1 | 12 | 175 | 131 | 35     |
| 4. | Progresul Miercurea Ciuc | 30 | 6  | 5 | 19 | 99  | 199 | 17     |
| 5. | Avântul Gheorgheni       | 30 | 4  | 3 | 23 | 102 | 242 | 11     |
| 6. | CSM Dunărea Galați       | 30 | 4  | 3 | 23 | 91  | 194 | 11     |

Sp = Spiele, S = Siege, U = Unentschieden, N = Niederlagen